# Johan Peder Bless
Johan Peder Bless, född 30 maj 1825 i Kerteminde i Danmark, död 11 januari 1880 i Kerteminde, var en dansk konstnär och fotograf.
Han var son till hattmakaren Hans Christian Bless och Anna Margrethe Dorothea Wittken Petersen. Bless fick sin första utbildning vid Teknisk Skole i Odense och därefter studerade han vid Danska konstakademien i Köpenhamn 1849-1852 samt några års studier i Berlin och Wien, där han samtidigt utbildade sig till yrkesmålare. Efter studierna bosatte han sig i Ystad där han under tre års tid var verksam som fotograf. I Sverige medverkade han 1869 i en utställning i Göteborg med en porträttmålning. Efter tiden i Ystad återvände han till Danmark.
Hans konst består av porträtt och landskapsmålningar.